# Carlo Silipo
Carlo Silipo (ur. 10 września 1971 w Neapolu) – włoski piłkarz wodny. Dwukrotny medalista olimpijski.
Mierzący 197 cm wzrostu zawodnik w 1992 w Barcelonie wspólnie z kolegami został mistrzem olimpijskim. Cztery lata później znalazł się wśród brązowych medalistów igrzysk. Brał także udział w IO 2000 i IO 2004. Był mistrzem Europy w 1993 i 1995. W 1994 triumfował na mistrzostwach świata, w 2003 zajął drugie miejsce. Był zawodnikiem Circolo Canottieri z rodzinnego miasta (m.in. 7 tytułów mistrza kraju).